# Microcharon kirghisicus
Microcharon kirghisicus là một loài chân đều trong họ Microparasellidae. Loài này được Jankowskaya miêu tả khoa học năm 1964.